# Dicrurus ludwigii
Il drongo codaquadrata o drongo codaquadra (Dicrurus ludwigii (Smith, 1834)) è un uccello passeriforme appartenente alla famiglia Dicruridae.

## Etimologia
Il nome scientifico della specie, ludwigii, rappresenta un omaggio al barone von Ludwig, naturalista tedesco attivo nella colonia del Capo.

## Descrizione

### Dimensioni
Misura 18-19 cm di lunghezza, per 25-35 g di peso: tali valori rendono il drongo codaquadrata la specie di drongo di minori dimensioni.

### Aspetto
Si tratta di uccelli dall'aspetto robusto e slanciato, muniti di grossa testa arrotondatal, becco conico e robusto piuttosto corto e dall'estremità lievemente adunca, zampe corte, lunghe ali digitate e coda lunga circa quanto il corpo (8-9 cm), con tendenza ad all'argarsi verso l'esterno e dall'estremità lievissimamente forcuta, quasi squadrata (da cui il nome comune della specie).
Il piumaggio si presenta interamente di colore nero lucido, con presenza di vaghi riflessi metallici verde-bluastri su testa, dorso, ali (che sono più opache rispetto al resto del piumaggio e possono presentare sfumature tendenti al grigiastro) e coda. Le remiganti presentano l'orlo distale della superficie inferiore di colore biancastro.

I due sessi sono simili fra loro: le femmine, tuttavia, tendono a presentare coda lievemente più corta e colorazione più opaca rispetto ai maschi.
In ambedue i sessi il becco è nero, le zampe sono di colore grigio-nerastro e gli occhi sono di un caratteristico colore rosso sangue.

## Biologia
Il drongo codaquadrata è un uccello diurno che vive da solo o in coppie, occupando un territorio (che viene difeso in particolar modo durante la stagione degli amori) e passando la maggior parte della giornata appollaiato sul ramo di un albero, osservando i dintorni pronto a spiccare il volo per ghermire una preda o a ritirarsi silenziosamente nel folto della vegetazione arborea per sparire dalla vista di un'eventuale fonte di pericolo.
Come tutti i dronghi, anche questa specie è molto vocale e chiassosa, emettendo una grande varietà di richiami, da versi bitonali cicaleggianti ad altri squittenti o fischiati ed alti: questi uccelli, inoltre, sono degli ottimi imitatori dei suoni che percepiscono nell'ambiente circostante.

### Alimentazione
Si tratta di uccelli essenzialmente insettivori, la cui dieta si basa per l'appunto su una grande varietà di insetti (lepidotteri, locuste, mantidi, coleotteri, termiti) ed altri invertebrati, che vengono catturati in volo o afferrati fra i rami, le foglie o al suolo: più sporadicamente, il drongo codaquadrata si ciba anche di piccoli vertebrati (soprattutto giovani sauri o raganelle) , mentre è raro che questi animali si cibino di materiale di origine vegetale, come bacche e piccoli frutti.

### Riproduzione
Si tratta di uccelli monogami, la cui stagione degli amori varia a seconda della porzione dell'areale presa in considerazione, estendendosi grossomodo da febbraio a giugno a nord dell'Equatore e da settembre ad aprile a sud dello stesso.
Le coppie collaborano sia nella costruzione del nido (una piccola e fragile struttura a coppa edificata con fibre vegetali e licheni alla biforcazione della porzione distale del ramo di un albero) che nella cova delle 2-4 uova (che dura circa due settimane) e nell'allevamento dei pulli, i quali, ciechi ed implumi alla schiusa, divengono atti all'involo a una ventina di giorni dalla schiusa e completamente indipendenti poco meno di un mese dopo. Durante l'evento riproduttivo, le coppie divengono estremamente aggressive e territoriali, aggredendo e cercando di scacciare qualsiasi intruso che si azzardi ad avvicinarsi (anche in maniera inconsapevole) al sito di nidificazione.

## Distribuzione e habitat

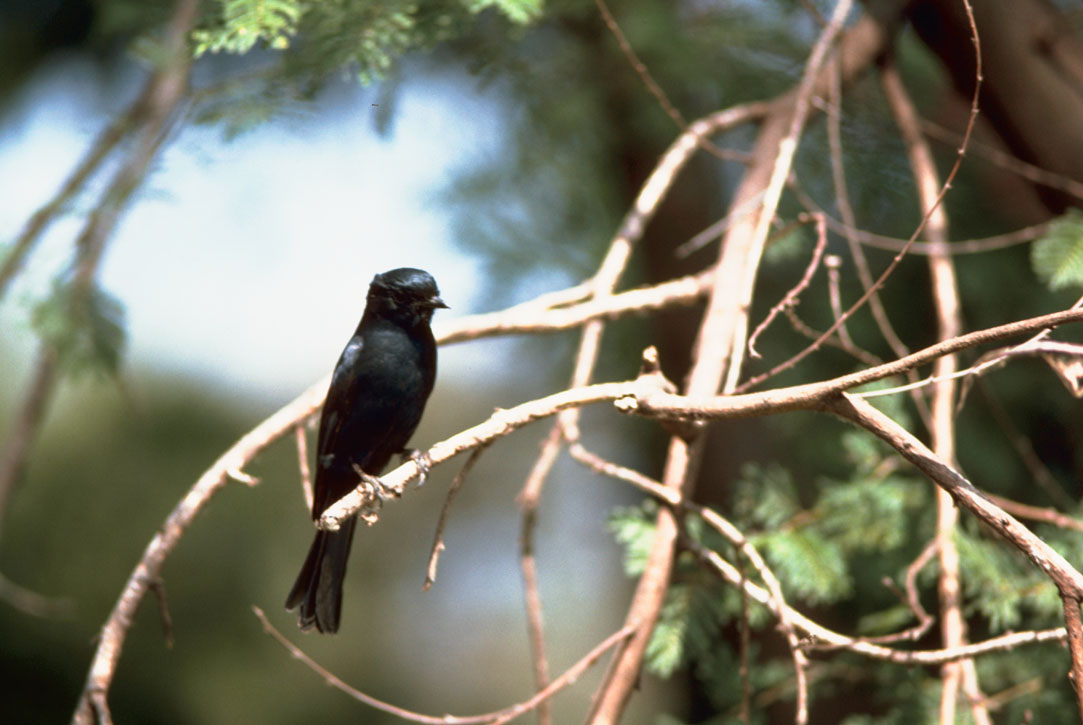
Esemplare in natura.

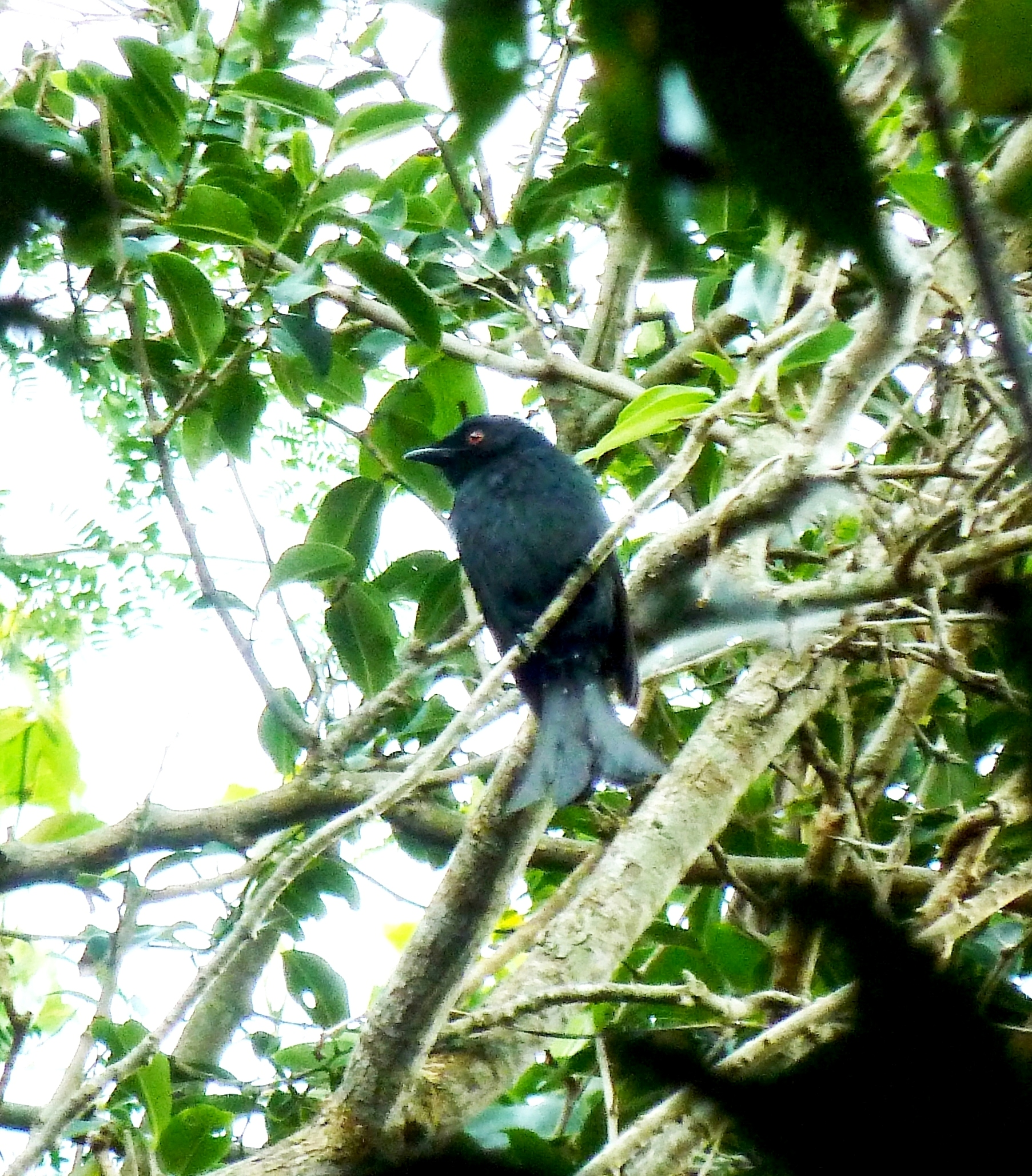
Esemplare nei pressi di Durban.

Il drongo codaquadrata popola un areale che comprende buona parte dell'Africa Subsahariana, estendendosi dal sud del Senegal all'area di confine fra Sudan del Sud e Uganda attraverso la fascia costiera della Guinea (sebbene la specie manchi dalle coste vere e proprie di Liberia e golfo di Guinea) ed a sud fino a Cabinda attraverso Camerun centrale, Gabon orientale e Congo-Brazzaville centro-meridionale. La specie manca dalla foresta equatoriale del Congo-Kinshasa, mentre è presente in Angola centro-occidentale, Katanga e Zambia occidentale e (sebbene in maniera discontinua) dal sud della Somalia al Sudafrica nord-orientale (province del Limpopo, dello Mpumalanga e nella porzione orientale della provincia del Capo Orientale), attraverso la fascia costiera e l'estremità nord-occidentale del Kenya, la Tanzania orientale e centro-meridionale fino alle coste nord-orientali del lago Malawi, il Malawi nord-orientale e meridionale, il Mozambico, lo Zimbabwe orientale e l'eSwatini. 
L'habitat di questi uccelli è costituito dalle aree alberate non eccessivamente fitte, come il limitare della foresta primaria, la foresta secondaria, le macchie alberate ed i campi di taglio: il drongo codaquadrata è piuttosto adattabile, popolando un ampio range di ambienti che va dal limitare della foresta pluviale alla savana alberata.

## Tassonomia
Se ne riconoscono 5 sottospecie:

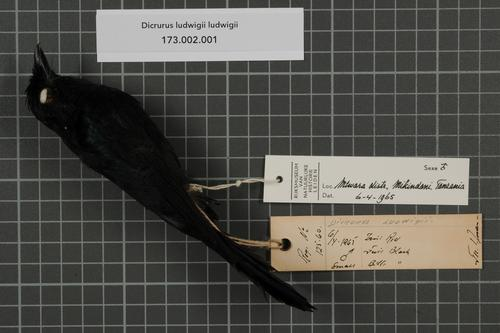
Esemplare impagliato della sottospecie nominale.

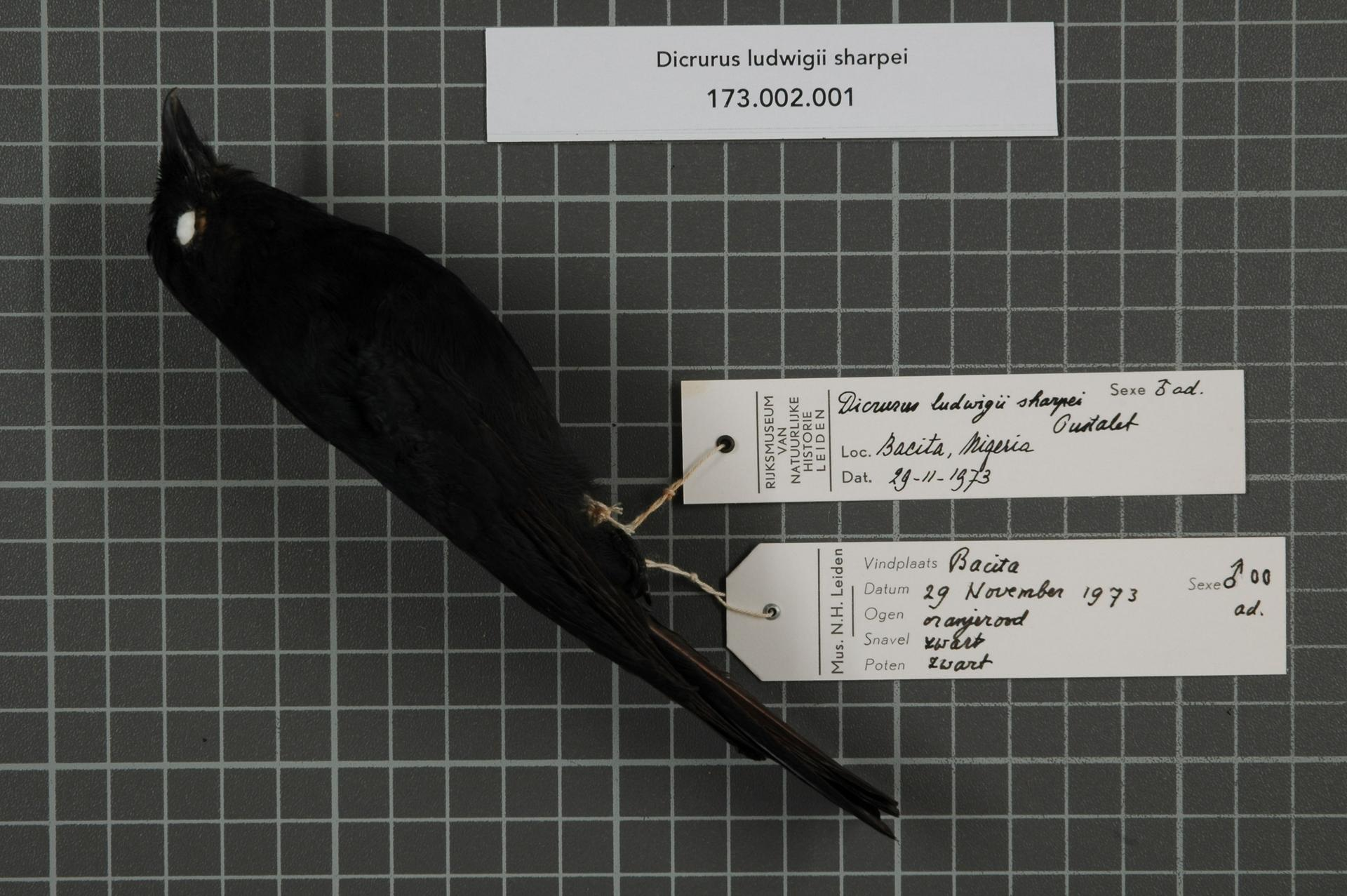
Esemplare impagliato della sottospecie sharpei.

- Dicrurus ludwigii sharpei Oustalet, 1879 - diffusa nella porzione settentrionale dell'areale occupato dalla specie, a sud fino al nord del Congo-Kinshasa;
- Dicrurus ludwigii muenzneri Reichenow, 1915 - diffusa dall'Oltregiuba al sud della Tanzania;
- Dicrurus ludwigii saturnus Clancey, 1976 - diffusa nella porzione centro-occidentale dell'areale occupato dalla specie, dall'Angola centrale al nord dello Zambia;
- Dicrurus ludwigii tephrogaster Clancey, 1975 - diffusa dal sud del Malawi alle sponde settentrionali del Limpopo;
- Dicrurus ludwigii ludwigii (Smith, 1834) - la sottospecie nominale, diffusa nel sud dell'areale occupato dalla specie, a partire dall'estremo sud del Mozambico;

La tassonomia della specie appare piuttosto tormentata e lungi dall'essere chiarita in maniera soddisfacente. Alcuni autori riconoscerebbero una sottospecie elgonensis, sinonimizzata con saturnus, che a sua volta andrebbe secondo alcuni accorpata a sharpei: quest'ultima, pur differendo dalle altre sottospecie per caratteri morfometrici (sottoala non orlato di bianco, piumaggio lucido in ambedue i sessi, che presentano inoltre la stessa taglia, coda ancora più squadrata) e genetici (che porterebbero parte della comunità scientifica a propendere per la sua separazione ed elevazione al rango di specie a sé stante, assieme alla sottospecie saturnus ed alle popolazioni ad ovest del fiume Niger, che probabilmente costituiscono una sottospecie a sé), presenta richiami molto simili rispetto ad esse. La sottospecie tephrogaster viene da alcuni vista come una forma di transizione e andrebbe accorpata alla nominale.
La specie è affine al drongo splendente, del quale è un sister taxon.